# Biagio Zoccola
Biagio Zoccola (Pietra Marazzi, 27 gennaio 1903 – Alessandria, 1972) è stato un calciatore e allenatore di calcio italiano, di ruolo centrocampista.

## Carriera

### Giocatore
È passato alla storia come il primo realizzatore di un'autorete nel campionato di Serie A disputato a girone unico.
Il fatto avvenne nella stessa partita d'esordio del giocatore in massima serie, cioè Juventus-Napoli (3-2) del 6 ottobre 1929, prima giornata del campionato dell'appena costituita Serie A: precisamente al 10', su tiro dalla media distanza di Cevenini III, nella fretta di liberare colpiva accidentalmente la palla con il ginocchio in una partita in cui, come scrisse Vittorio Pozzo nel suo resoconto su La Stampa, tutta la squadra partenopea, dopo quella partita, non poteva più essere sottovalutata; al termine della stagione infatti la squadra campana si sarebbe classificata al 5º posto in massima serie.

### Allenatore
Annovera anche un'esperienza sulla panchina del Cosenza da subentrante, impegno conciliato con quello di giocatore.